# Trigonini
Trigonini era uma classificação de tribo de abelhas sem ferrão dos Meliponíneos. Nelas se enquadravam as abelhas que precisam de realeira (célula de cria especial para nascimento de princesas)  para enxameação de novas colônias, além da característica física destas abelhas em serem mais esguias e, no geral, menos robustas. Houve uma revisão em 2007 por Michener e não existe mais a tribo Trigonini, agora todas as abelhas sem ferrão estão na tribo meliponini.
O termo Trigoniforme tem sido usado para enquadrar todos os gêneros de abelhas que precisam de realeira para sua multiplicação, porém não é um nome que, atualmente, represente um clado na árvore genealógica da vida. Os gêneros que se enquadram como trigoniformes são Apotrigona, Austroplebeia, Axestotrigona, Camargoia, Cephalotrigona, Cleptotrigona, Dactylurina, Duckeola, Friesella, Frieseomelitta, Geniotrigona, Geotrigona, Heterotrigona, Homotrigona, Hypotrigona, Lepidotrigona, Lestrimelitta, Leurotrigona, Liotrigona, Lisotrigona, Meliplebeia, Meliponula, Meliwillea, Mourella, Nannotrigona, Nogueirapis, Oxytrigona, Papuatrigona, Paratrigona, Paratrigonoides, Pariotrigona, Partamona, Plebeia, Plebeiella, Plebeina, Plectoplebeia, Ptilotrigona, Scaptotrigona, Scaura, Schwarziana, Tetragona, Tetragonisca, Tetragonula, Trichotrigona, Trigona, Trigonisca e Wallacetrigona.